# Anderson (Indiana)
Anderson város az USA Indiana államában. Lakosainak száma 54 788 fő (2020. április 1.).

## Népesség
A település népességének változása:

| 2010 | 56 129 |
| 2020 | 54 788 |